# Центральный научно-исследовательский геологоразведочный музей
Центральный научно-исследовательский геологоразведочный музей имени академика Ф. Н. Чернышёва (ЦНИГР Музей) — геологический музей в Санкт-Петербурге, при Всероссийском научно-исследовательском геологическом институте имени А. П. Карпинского, Федерального агентства по недропользованию (Роснедра).

## Описание
Является крупнейшим в России и одним из крупнейших в мире естественно-исторических музеев (в 1970-х уступал лишь Британскому и Вашингтонскому музеям). Коллекция музея насчитывает более миллиона единиц хранения. В экспозиции представлены свыше 80 тысяч образцов минералов, горных пород, руд, ископаемой фауны и флоры. Общая площадь залов музея составляет 3750 м². Музей основан в 1882 году. Нынешнее здание музея (Средний проспект, 74) построено в 1914 году по проекту архитектора А. А. Полещука для Геологического комитета Академии наук. В музее хранится уникальное мозаичное панно «Индустрия социализма» — карта СССР из цветных камней. Посещаемость музея составляет около 10 тысяч человек в год.

## История
Годом основания музея считается 1882, когда был основан Геологический комитет России, который возглавил геолог и палеонтолог Ф. Н. Чернышёв.
В 1914 году для Геологического комитета по проекту архитектора А. А. Полещука было построено новое здание, один из этажей которого специально был отведён под музей.
С 1930 года музей открыт для широкой публики.

## Экспозиция

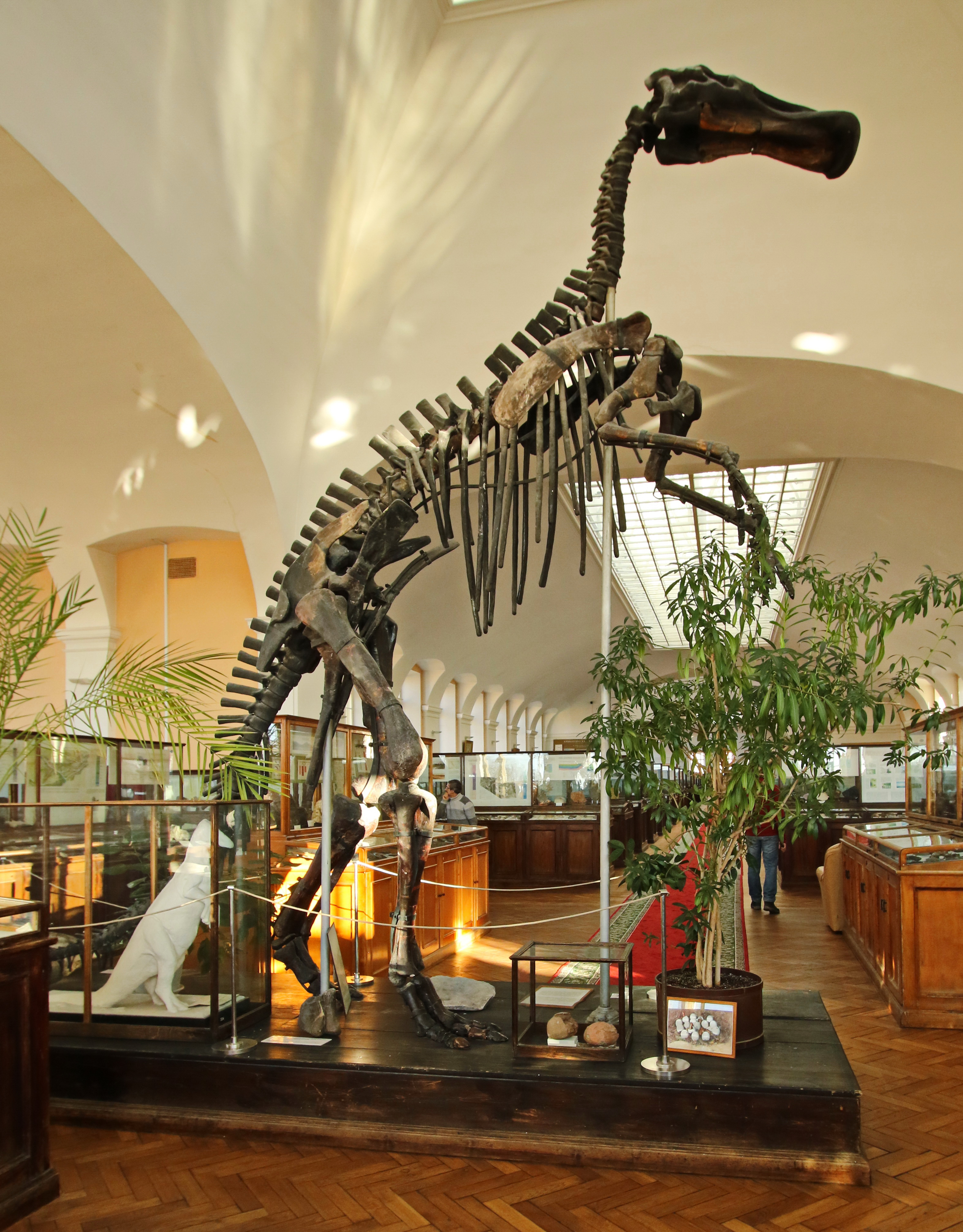
Mandschurosaurus в ЦНИГР Музее

В экспозиции музея три раздела: «Полезные ископаемые», «Региональная геология» и «Монографическая палеонтология».
Первом разделе представлены различные полезные ископаемые, а также выставлено уникальное мозаичное панно «Индустрия социализма» площадью 26,6 м², изготовленное в 1937 году. До 1987 года это панно размещалось в Георгиевском зале Эрмитажа.
В выставочном блоке «Региональная геология» представлены образцы пород и полезных ископаемых из разных регионов России и бывших республик СССР.
При музее имеется шлифотека, содержащая более 350 тысяч шлифов.